# Топ у облику вазе
Топ у облику вазе (лат. vasa, фр. pot-de-fer), најстарије европско ватрено оружје, коришћено у првој половини 14. века. Сличан му је кинески топ са устима у облику зделе који је настао отприлике у исто време, али је остао непромењен у употреби армија династије Минг (1368-1644) све до њеног пада.

## Историја

### Каратктеристике
Не располажемо ни описом ни цртежом првих ватрених справа. Можемо претпоставити само да су биле мале и кратке. Отуда им је и први назив суд (лат. vasus). Прве сачуване илустрације (из 1326. године) приказују топове у облику вазе на дрвеном постољу. Један податак из 1347. наводи и тежину једног артиљеријског оруђа - 30 кг. У Перуђи је 1351. једна слична направа плаћена 6 златних форината из чега се може закључити да није била велика. У Перуђи се 1364. помиње неко сасвим мало дужине цеви свега 220 mm. Teжи се дакле, с једне стране да се постигне што већи рушилачки ефекат, а с друге да се створи индивидуално оружје против живих циљева које ће заменити лук и самострел. Поред назива који је одавао облик (pot de fer, tuyau,canone, Busse, Büchse = посуда), јављају се и они који одају ефекат (sclopus, sclopetum, schioppo, tronum, tonnoire, што отпирилике значи пуцаљка). Тако је већ у 14. веку почела еволуција ватреног оружја у два правца: према артиљерији (топовима) и ручном оружју (пушкама).
У XIV веку ватрено оружје је претежно гвоздено, ливено или ковано, понегде од бакра и бронзе. Мања оруђа се причвршћују за дрвена постоља.
У Италији се у прво време употребљавају метална зрна (пројектили), ређе самострелске коцке или клинови (quadrelle) и копља. Касније се прелази и на камене кугле. У јужној Француској преовладавале су оловне кугле, а у северној коцке (garrots, carreaux). Домет ватреног оружја је у почетку врло ограничен, мањи од ранијих бацачких справа. Тачност погађања је била врло слаба. Године 1346, демонстрирајући своје оруђе пред градским властима Турнеа, конструктор је промашио градске зидине и убио једног човека у граду.

### Употреба
Употреба ватреног оружја је поуздано посведочена тек 1331. у Фурланији, при нападу два феудалца на чивидалску кулу. Већина историчара се у томе слаже. После тога се јавља све чешће, у прво време највише у Италији. У Француској се употребљава први пут 1339, у Енглеској се први пут помиње 1338, а примењује се 1340. у поморској бици код Слојса. Годину дана раније јавља се у Фландрији, а у Немачкој 1346.